# Ballmannshof
Ballmannshof (fränkisch: Balmas-huhf) ist ein Gemeindeteil des Marktes Lichtenau im Landkreis Ansbach (Mittelfranken, Bayern). Ballmannshof liegt in der Gemarkung Wattenbach.

## Geografie
Der Weiler liegt auf einer Anhöhe direkt am Klosterwald, etwas südlich davon entspringt der Ballmannshofer Graben, der links in den Zandtbach mündet. Der Ort liegt etwas abseits der Kreisstraße AN 12, die zu den benachbarten Orten Lichtenau (1,7 km nordwestlich) und Wattenbach führt (0,9 km südöstlich).

## Geschichte
Laut dem Salbuch der Deutschordenskommende Nürnberg aus dem Jahr 1343 gehörten dem Stadtvogteiamt Eschenbach in Ballmannshof 1 Hof. Dies ist zugleich die erste urkundliche Erwähnung des Ortes. 1515 wurde der Ort „Palminshof“ genannt. Das Bestimmungswort des Ortsnamens ist der Personenname Baldmann, der vermutlich der Gründer dieses Hofs war. Der Hof gehörte bis zum Ende des Alten Reiches (1806) zum Stadtvogteiamt Eschenbach.
Im Rahmen des Gemeindeedikts wurde Ballmannshof dem 1808 gebildeten Steuerdistrikt Sauernheim und der 1810 gegründeten Ruralgemeinde Sauernheim zugeordnet. Mit dem Zweiten Gemeindeedikt (1818) wurde Ballmannshof in die neu gebildete Ruralgemeinde Wattenbach umgemeindet. Diese wurde am 1. Januar 1972 im Zuge der Gebietsreform in Bayern in die Gemeinde Lichtenau eingegliedert.

### Einwohnerentwicklung
| Jahr      | 001818 | 001840 | 001861 | 001871 | 001885 | 001900 | 001925 | 001950 | 001961 | 001970 | 001987 |
| Einwohner | 6      | 8      | 11     | 14     | 13     | 12     | 19     | 23     | 15     | 17     | 16     |
| Häuser    | 1      | 1      |        |        | 2      | 2      | 3      | 3      | 3      |        | 3      |
| Quelle    | [ 13 ] | [ 14 ] | [ 15 ] | [ 16 ] | [ 17 ] | [ 18 ] | [ 19 ] | [ 20 ] | [ 21 ] | [ 22 ] | [ 1 ]  |

## Religion
Der Ort ist seit der Reformation evangelisch-lutherisch geprägt und war ursprünglich nach St. Georg (Immeldorf) gepfarrt, seit den 1870er Jahren ist die Pfarrei Lichtenau zuständig. Die Einwohner römisch-katholischer Konfession sind nach St. Johannes (Lichtenau) gepfarrt.